# Joan Ramos

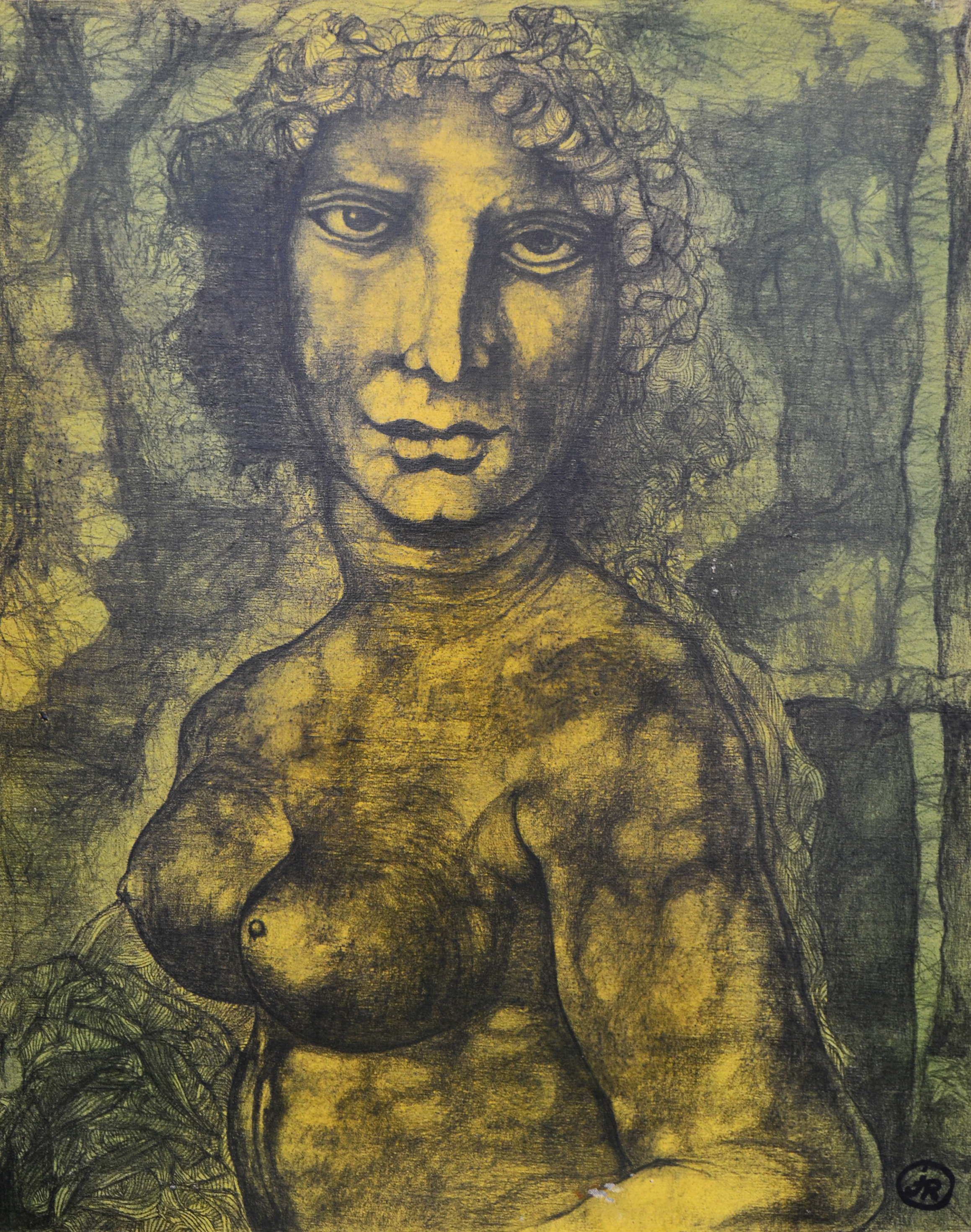
Assaig de dona nua. Da Vinci, 1980

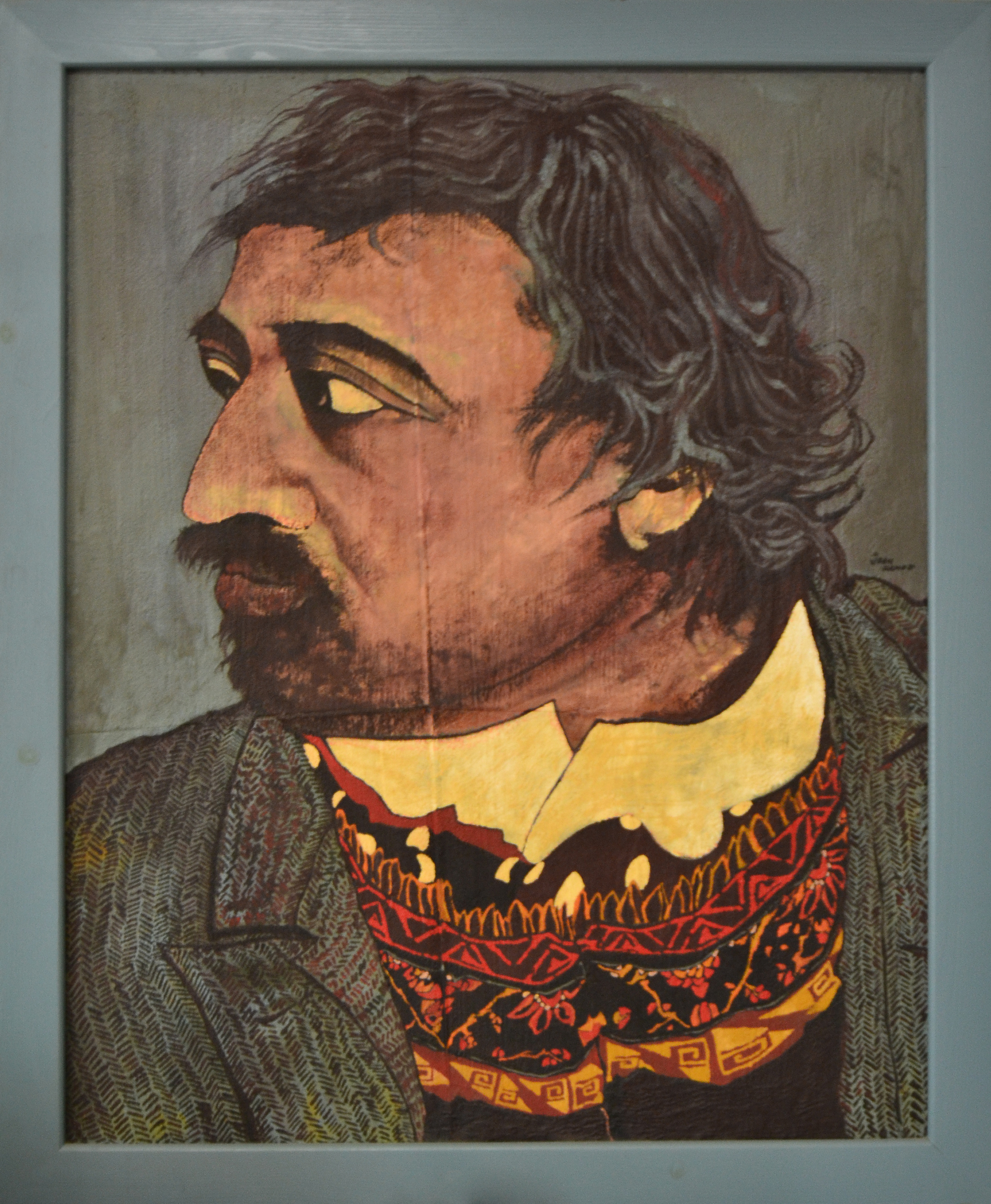
Record de Paul Gauguin, 1990

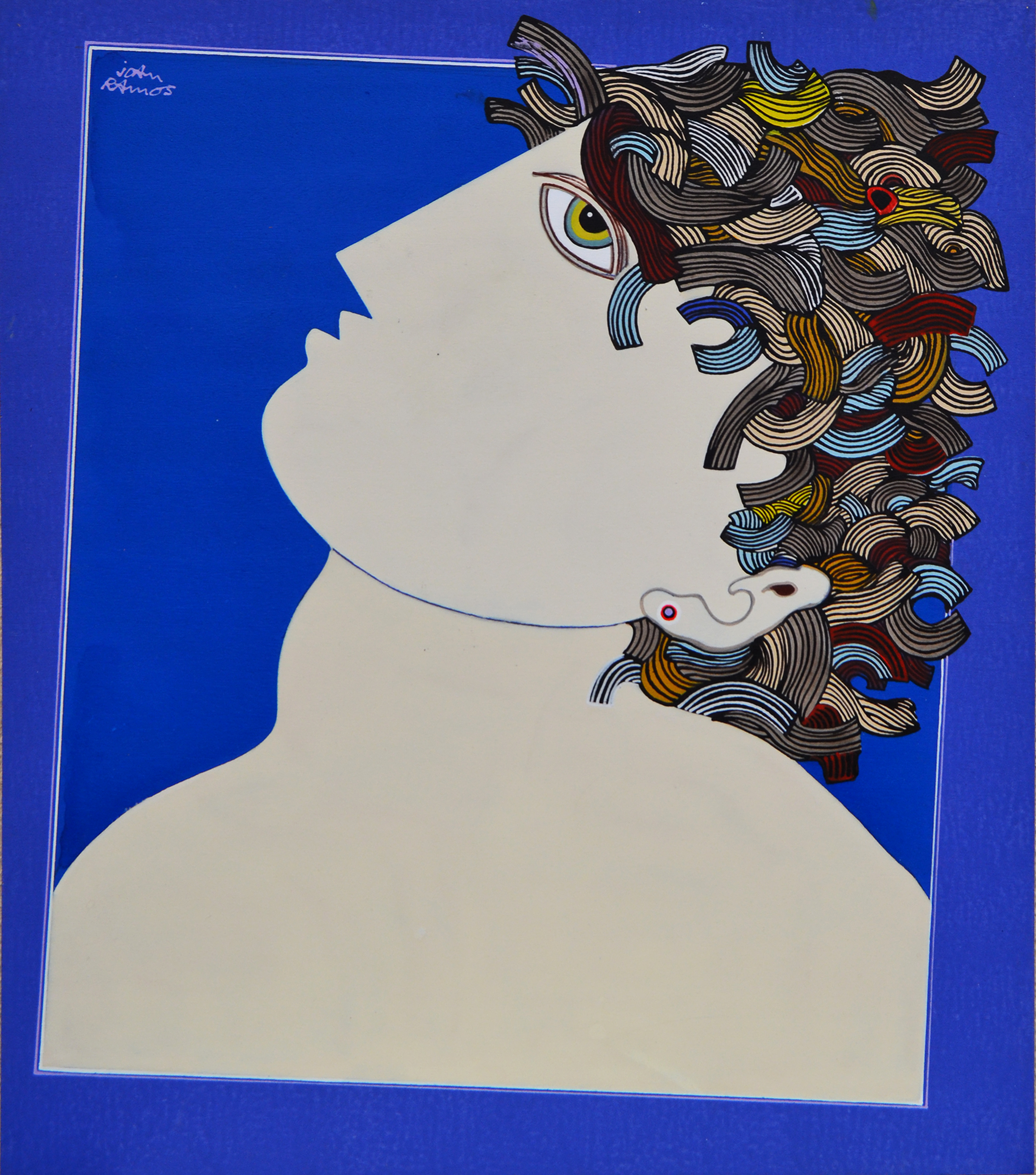
Mai més, 2010

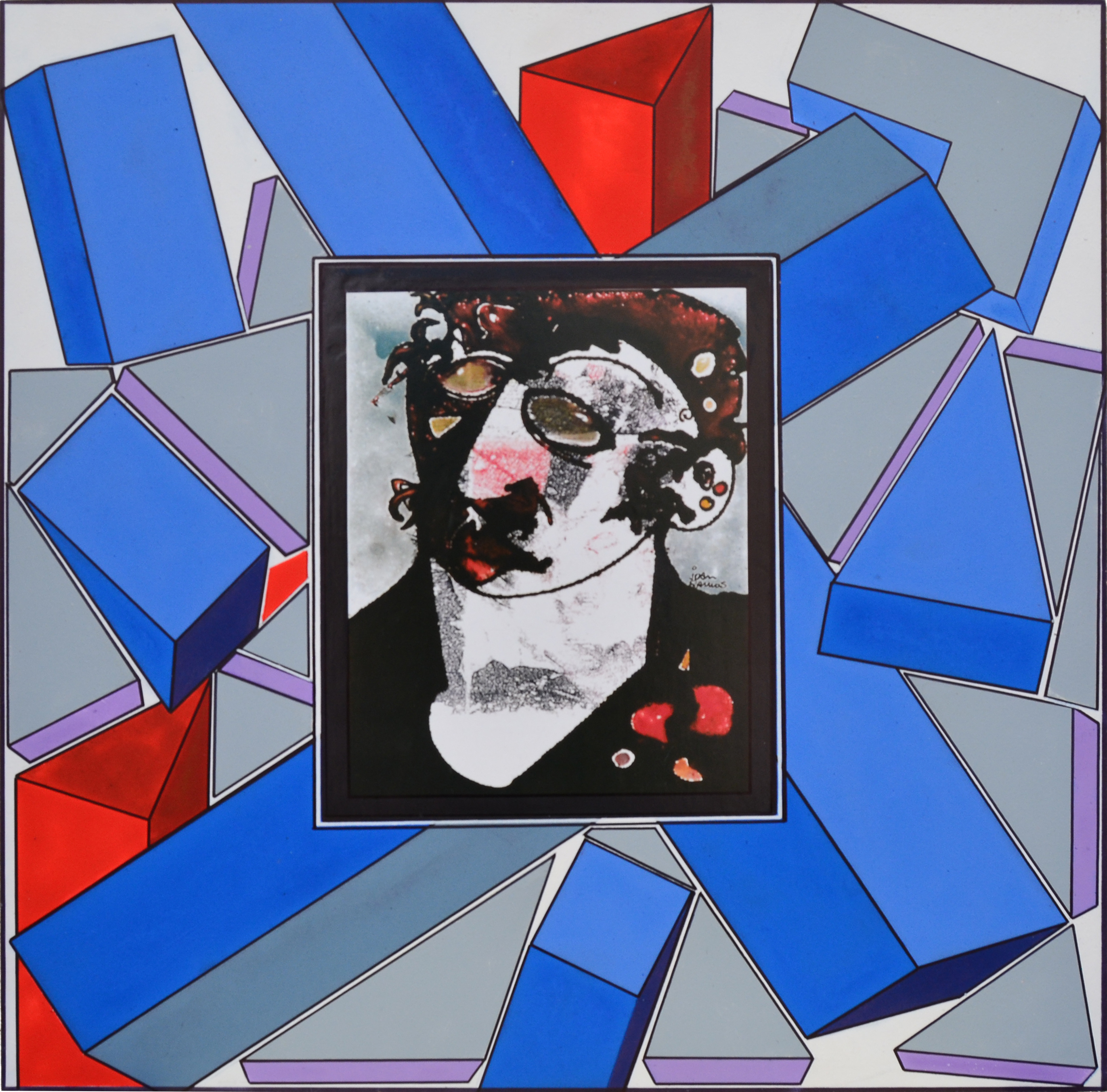
Àlgebra, 2012

Joan Ramos Monllor (Valencia, 28 de marzo de 1942) es un Dibujante, Pintor, grabador, escultor e Ilustrador español residente en Játiva que con la evolución de su obra en constante aprendizaje ha desarrollado un característico lenguaje expresionista.

## Biografía
Joan Ramos nació en Valencia en 1942. De formación autodidacta, su inquietud por el mundo del arte le llevó a investigar en diferentes campos dentro de esta amplia disciplina. Su participación en diferentes exposiciones y concursos le condujo en 1971 a ser premiado con una beca de estudios en París por el Gobierno francés, donde adquirió una sólida formación dibujística que a su vuelta le llevaría a trabajar como ilustrador para la Editorial Prometeo, con la que colaboraría hasta 1980, año en el que ilustró íntegramente una de las publicaciones de dicha editorial más destacadas, la de las Mil y una noches, además de ilustrar los Premios Goncourt y los Premios Blasco Ibáñez. Paralelamente, y desde su regreso de la capital francesa, inició su andadura en el mundo de las galerías de arte con una exposición inicial en Madrid en 1973, la cual sería sucedida por otras muchas en esa misma ciudad y en otras de la geografía española, hasta el punto de llegar a ser asesor en una de ellas, conocida originariamente como Galería Vinatea ubicada en Valencia, así como también director de la Galería Tábula.

## Su obra
Influido entre otros por Modigliani, Picasso o Gauguin, Joan Ramos desarrolla una obra en la que destaca la dotación de una fuerza expresiva al lenguaje de las extremidades en sus dibujos, mostrando un arte formal y vitalista que a través de esas deformaciones y esos fuertes contrastes de proporciones consigue transmitir una gran ternura. Asimismo, es característico el empleo del óleo para ejecutar trazos dotados de calidez y densidad otorgando a las formas una especie de cuerpo así como un característico relieve cromático.
Como ilustrador, llevó a cabo una primera colección de ilustraciones para el libro de poesía Mi encuentro de Manuel Muñoz Ibáñez, publicado por la Editorial Prometeo, con la que colaboró durante un largo periodo de tiempo. También realizó ilustraciones para La-Bàs, de Joris-Karl Huysmans o para El infierno de Henri Barbusse, así como para algunas de las obras de Joan Fuster, Jesús Huguet, Eduardo Quiles o Vicent Andrés Estellés, (con el que colaboró en numerosas ocasiones ilustrando las obras Xàtiva, Canals o Versos per acompanyar una esperança). Su incursión en el mundo de la escultura fue motivada por la necesidad de llegar más allá y, después de llevar a cabo un intenso estudio sobre las formas primigenias del arte prehistórico, desarrolló una tendencia a la morfología primitivista en sus esculturas. Su obra pictórica es el reflejo de su inquietud, de sus emociones, pues los diferentes trabajos o series que desde sus comienzos hasta la actualidad ha elaborado han sido fruto de distintas investigaciones que le han llevado a desarrollar desde trabajos inspirados en la iconografía clasicista, la cultura africana o el urbanismo histórico de las ciudades, hasta retratos de personajes relevantes; y todos ellos han sido desarrollados con aportaciones de la modernidad.
Ramos ha recibido numerosos premios, como el Premio Nacional José de Ribera, en Játiva, en los años 1972, 1974 y 1975; el Premio Internacional de Dibujo Joan Miró, en Barcelona (1974); el Premio Nacional Antonio del Rincón, en Guadalajara (1975); el Premio Nacional de Pintura Adaja de la Caja de Ahorros de Ávila (1975); el Premio de la Diputación Provincial y Bancaixa, de Valencia (1976) o el Premio L’Alimara 86 del Centre d’Estudis Tècnics i Turístics de Barcelona EXPOTUR (1985).